# Rubus ferox
Rubus ferox är en rosväxtart som beskrevs av Lorenz Chrysanth von Vest och Leopold Trattinnick. Rubus ferox ingår i släktet rubusar, och familjen rosväxter. Inga underarter finns listade i Catalogue of Life.